# Radomir Šaper
Radomir Šaper (Cyrillique serbe: Радомир Шапер),  né le 9 décembre 1925 à Belgrade en Serbie, Royaume de Yougoslavie et mort le 6 décembre 1998 à Belgrade, Serbie, République fédérale de Yougoslavie, est un joueur et dirigeant de basket-ball serbe. 
En tant que joueur, il évolue à BASK Belgrade, Étoile rouge de Belgrade et au Partizan Belgrade, ainsi qu'en équipe de Yougoslavie. Il devient par la suite président de la Fédération de Yougoslavie de basket-ball durant huit ans, puis commissionnaire de la ligue de Yougoslavie de basket-ball et président la commission technique de la FIBA de 1972 à 1988. En 2007, il est intronisé au FIBA Hall of Fame en tant que contributeur.